# Port lotniczy Jużnosachalińsk
Port lotniczy Jużnosachalińsk (IATA: UUS, ICAO: UHSS) – port lotniczy położony w Jużnosachalińsku, w obwodzie sachalińskim, w Rosji.

## Kierunki lotów i linie lotnicze
| Linia lotnicza   | Kierunek |
| ---------------- | --- |
| Aerofłot         | 1. Moskwa-Szeremietiewo |
| Aurora)          | 1. Błagowieszczeńsk 2. Harbin 3. Chabarowsk 4. Kurilsk 5. Ocha 6. Pietropawłowsk Kamczacki 7. Szachtiorsk 8. Władywostok 9. Jużnokurilsk |
| Ikar             | 1. Chabarowsk |
| Rossija          | 1. Błagowieszczeńsk 2. Krasnojarsk 3. Moskwa-Szeremietiewo                                                                               |
| S7 Airlines      | 1. Irkuck 2. Chabarowsk 3. Nowosybirsk 4. Władywostok                                                                                    |
| Yakutia Airlines | Sezonowo: 1. Chabarowsk 2. Jakuck |